# Conwentzia sabae
Conwentzia sabae is een insect uit de familie van de dwerggaasvliegen (Coniopterygidae), die tot de orde netvleugeligen (Neuroptera) behoort. 
De wetenschappelijke naam Conwentzia sabae is voor het eerst geldig gepubliceerd door Sziráki in 1997.